# دیدبان (فیلم ۲۰۱۲)
دیدبان (انگلیسی: The Watch) فیلمی در ژانر کمدی است که در سال ۲٠١٢ منتشر شد.

## بازیگران
- بن استیلر
- وینس وان
- جونا هیل
- رزمری دویت
- نیکولاس براون
- داگ جونز
- بیلی کروداپ
- اندی سمبرگ
- ریچارد آیوادی
- ویل فورته